# 伊雲·加列度
伊雲·加列度（Iván Garrido，1981年6月2日—），哥倫比亞足球運動員，司職後衛。现今在以色列足球超级联赛的比尼特拉维夫效力。

## 連結
- Player profile - Bnei Yehuda's website （页面存档备份，存于）
- Profile at transfermarkt.co.uk[永久]